# 포딜리야
포딜리야(우크라이나어: Поділля, 러시아어: Подолье 포돌레[*], 폴란드어: Podole 포돌레[*], 루마니아어: Podolia, 리투아니아어: Podolė 포돌레, 튀르키예어: Podolya 포돌리야[*])는 동유럽의 역사적 지역으로 현재의 우크라이나 중서부와 남서부, 몰도바 북동부에 위치한다.
동유럽 평원에 위치하며 남부흐강, 드니스테르강과 접한다. 빈니차주, 흐멜니츠키주, 테르노필주 남부, 트란스니스트리아를 포함한다.